# Sylvain Privé
Sylvain Privé (né le 27 mars 1970 à Montmorency en Île-de-France) est un patineur artistique français de couples. Il est devenu champion de France 1992 avec sa partenaire Line Haddad.

## Biographie

### Carrière sportive
Sylvain Privé patine dans la catégorie couples artistiques avec Line Haddad de 1991 à 1998. Ensemble, ils sont devenus champions de France en 1992 alors que sa partenaire n'a que 13 ans.
Ensemble ils participent à six championnats de France élites, deux championnats d'Europe (1992 à Lausanne et 1996 à Sofia) et trois championnats du monde seniors (1992 à Oakland, 1994 à Chiba et 1996 à Edmonton). Ils participent également aux Jeux olympiques d'hiver de février 1992 à Albertville où ils terminent à la 16e place.

### Reconversion
Depuis 2001, il est directeur technique et entraîneur au club de Montpellier Méditerranée Métropole Patinage, à la patinoire Végapolis.

## Palmarès
| Compétition en Individuelle         | 1992    | 1993    | 1994    | 1995    | 1996    | 1997    | 1998    |  |  |  |  |  |  |  |
| Jeux olympiques d'hiver             | 16e     |         |         |         |         |         |         |  |  |  |  |  |  |  |
| Championnats du monde               | 19e     |         | 19e     |         | 18e     |         |         |  |  |  |  |  |  |  |
| Championnats d'Europe               | 12e     |         |         |         | 9e      |         |         |  |  |  |  |  |  |  |
| Championnats de France              | 1er     | 3e      | 2e      | 2e      | 2e      | F       | 2e      |  |  |  |  |  |  |  |
|                                     |         |         |         |         |         |         |         |  |  |  |  |  |  |  |
| Grand Prix ISU                      | 1991/92 | 1992/93 | 1993/94 | 1994/95 | 1995/96 | 1996/97 | 1997/98 |  |  |  |  |  |  |  |
| Skate Canada                        |         | F       | 12e     |         | 6e      |         |         |  |  |  |  |  |  |  |
| Coupe d'Allemagne                   | 8e      | 8e      |         |         | 10e     |         | A       |  |  |  |  |  |  |  |
| Trophée de France                   | 9e      | 6e      |         |         | 9e      |         | 8e      |  |  |  |  |  |  |  |
| Légende : F = Forfait ; A = Abandon |         |         |         |         |         |         |         |  |  |  |  |  |  |  |